# Charlie Rogers
(en) Statistiques sur pro-football-reference
Charlie Rogers, né le 19 juin 1976 dans le comté de Monmouth dans le New Jersey, est un joueur de football américain évoluant aux postes de running back et de wide receiver en National Football League. Spécialiste des retours de coups de pied avec les équipes spéciales, il a joué pour les Seahawks de Seattle, les Bills de Buffalo et les Dolphins de Miami. Il a été sélectionné dans le meilleur joueur en retour de punt de la saison 1999. Sélectionné en 152e position par les Seahawks lors de la draft 1999 de la NFL, il joue trois saisons sous le maillot de Seattle. Sélectionné par les Texans de Houston lors de la draft d'expansion 2002 de la NFL, il n'y joue pas une rencontre. 